# 華民代表會
華民代表會（日语：華民代表会）是日本佔領香港期間，由香港的華人和歐亞裔社會領袖組成的會議，該議會的作用並非監察日佔政府的施政，而是配合日佔政府落實日本對香港的全面管治。

## 背景
香港總督楊慕琦在1941年12月25日向日本投降後，香港進入日軍統治的「三年零八個月」時期。日本軍隊為了鞏固其對香港的控制，於是招攬曾在英屬香港政府出任公職或有名望的香港社會賢達，達致「以華制華」。
1942年1月，香港佔領地最高長官酒井隆邀請約130名香港華人及歐亞裔領袖出席半島酒店的午餐會，酒井隆在席上解說大東亞共榮圈理念，期望華人與日本人合作。磯谷廉介在同月下旬接任為總督後，華民代表會與華民各界協議會在3月30日成立，俗稱「兩華會」，取代「香港善後處理委員會」。

## 委員
日軍任命在淪陷前出任香港行政局議員兼立法局首席華人非官守議員的羅旭龢為代表會主席。
另一委員劉鐵誠是華商銀行公會主席，交通銀行港行經理，前國民政府交通銀行行長。他曾在日本留學，又任中日回流學生協會會長，且非常親日。當劉氏在1945年4月離世後，他獲時任總督表彰。
李子方是東亞銀行創辦人之一，除任東亞銀行經理外，亦是淪陷前市政局和立法局的非官守成員。
陳廉伯曾是滙豐在廣州的買辦，1942年4月加入代表會。日本入侵香港期間，陳氏因涉嫌商議放棄投降以及援助敵軍，而被香港政府拘捕。其實除陳氏以外的社會賢達與日方合作時，大多都有顧忌，甚至極不情願同流合污，但為求亂世中生存，唯有無奈就範。

## 歷史
華民代表會每日開會商討事宜，但代表會並無實權，只能提出和遊說政府接受提議。代表會也負責籌集「東亞建築基金」的資金，盡量解決三餐不繼的劣況。華民代表會亦會從社會精英中揀選二十二人，組成華民各界協議會。
1942年11月，陳廉伯代表華民代表會，向公眾表示，日軍正考慮容許商業同盟在深水埗營運慰安所。
1943年1月，羅旭龢、劉鐵誠和陳廉伯發表聲明，公開支持汪精衛的傀儡政權「中華民國國民政府」向美國和英國宣戰。
隨著日軍節節敗退，本地精英在1944年前開始避免與會履職，而羅氏和李氏亦以健康為由隱退。

## 後續
香港重光後，羅旭龢曾在戰爭罪審判中出庭作證。雖然羅氏得到香港政府三名高官（那魯麟、晏禮伯、傅瑞憲）的建議，與日軍合作以保本地華人利益，因而獲消除通敵嫌疑，但他和李氏後來都不再獲委任公職。